# Religia we Wrocławiu
Religia we Wrocławiu – obecność wielu grup religijnych jest rezultatem złożonej przeszłości miasta, w której Wrocław zamieszkiwały różne narodowości. Pozostawiły po sobie nie tylko kulturę, ale także religie.
Najwięcej wiernych we Wrocławiu ma obecnie Kościół rzymskokatolicki, mający w swych rękach również najwięcej świątyń.
Pozostałością po tworzących niegdyś większość mieszkańców niemieckich protestantach jest do dziś niemieckojęzyczny zbór przy luterańskiej parafii św. Krzysztofa. Jednocześnie istnieją polskojęzyczne zbory luterańskie oraz społeczność ewangelicko-reformowana. Na terenie miasta działa również kilkanaście protestanckich wspólnot o charakterze ewangelikalnym – do tej grupy należą między innymi wrocławskie zbory Kościoła Chrześcijan Baptystów, Kościoła Zielonoświątkowego, Kościoła Wolnych Chrześcijan czy Kościoła Chrystusowego w RP. 
Swą greckokatolicką wiarę w obrządku ukraińsko-bizantyjskim mogą również bez przeszkód wyznawać Ukraińcy, którzy do miasta zostali przesiedleni ze wschodniej Polski w ramach tzw. akcji „Wisła”. Tuż po wojnie, jako skutek przesiedleń mniejszości narodowych ze wschodnich terenów kraju, powstały tu również dwie wspólnoty prawosławne. Obecnie na terenie miasta działają 3 parafie PAKP; są one odwiedzane głównie przez Polaków, Greków, Bułgarów, Białorusinów, Ukraińców i Rosjan. Na życie religijne dolnośląskiej stolicy wpływ ma także dziewiętnastowieczna emigracja Polaków do Ameryki. Niektórzy z polskich emigrantów do Stanów Zjednoczonych założyli tam Polski Narodowy Kościół Katolicki, który w okresie międzywojennym utworzył swój odpowiednik w Polsce.
Działalność kaznodziejską prowadzą we Wrocławiu również Świadkowie Jehowy należący do 25 zborów. Spotykają się w 3 obiektach: kompleks 4 Sal Królestwa na ul. Reymonta, oraz Sale na ul. Ołtaszyńskiej i ul. Czernickiej. Zebrania odbywają się w języku polskim, polskim migowym, angielskim, rosyjskim i ukraińskim (poprzednio również w j. arabskim, bułgarskim, chińskim i hiszpańskim).
Wrocław jest również siedzibą rodzimowierczych: związku wyznaniowego Rodzima Wiara oraz Wspólnoty Rodzimowierców „Watra”. Oprócz tego działa tu jedna z największych grup buddyjskich w Polsce, stworzony został również Projekt Dharma mający na celu zebranie w jednym miejscu informacji o buddyjskich grupach i ośrodkach. Miasto jest także największym w Polsce skupiskiem Karaimów. Tutaj mieszkał ostatni polski hazzan Rafał Abkowicz oraz funkcjonowała jedyna w historii powojennej Polski kienesa.

## Chrześcijaństwo

### Katolicyzm
- Kościół rzymskokatolicki
  - Archidiecezja wrocławska
    - Dekanat Wrocław Katedra
    - Dekanat Wrocław Krzyki
    - Dekanat Wrocław południe

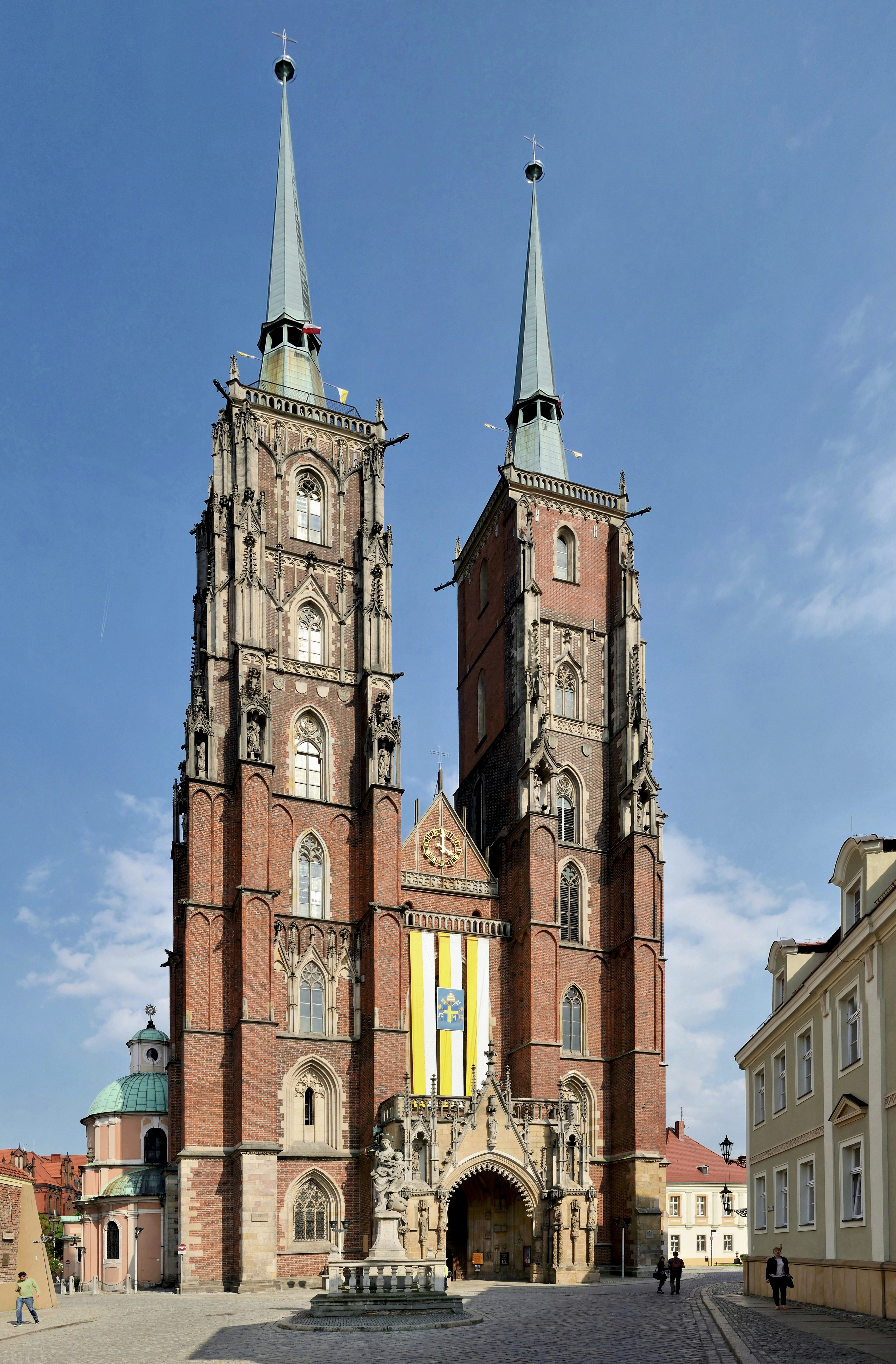
Archikatedra Wrocławska

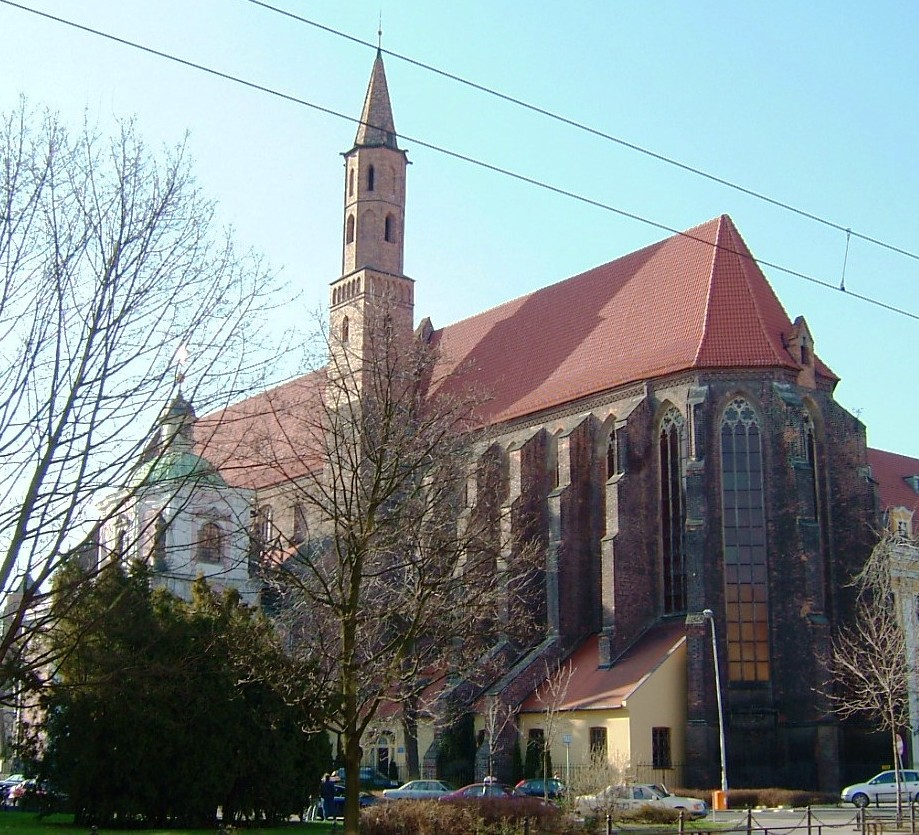
Katedra greckokatolicka św. Wincentego i św. Jakuba

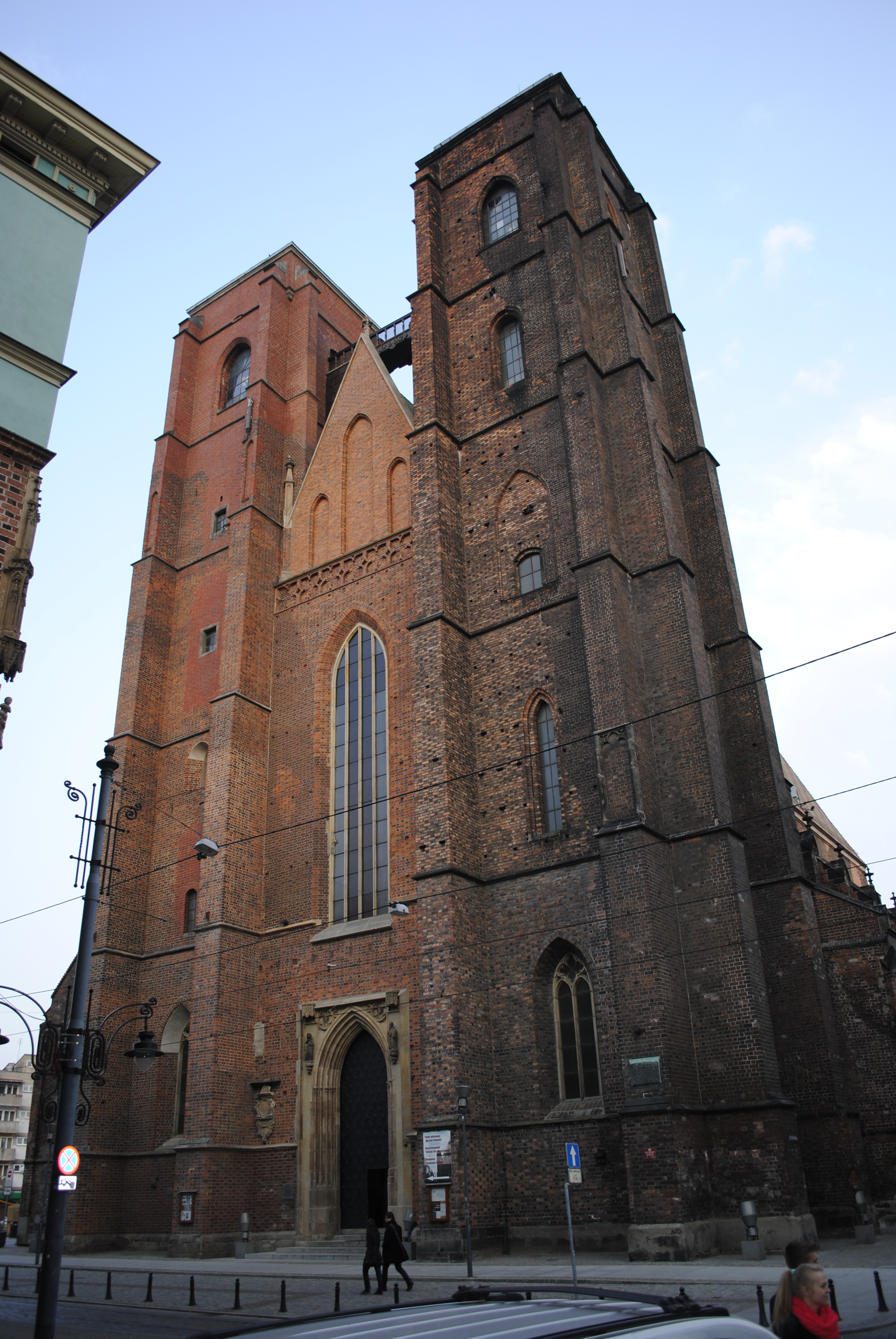
Katedra polskokatolicka św. Marii Magdaleny

    - Dekanat Wrocław północ I (Osobowice)
    - Dekanat Wrocław północ II (Sępolno)
    - Dekanat Wrocław północ III (Psie Pole)
    - Dekanat Wrocław Śródmieście
    - Dekanat Wrocław wschód
    - Dekanat Wrocław zachód (Leśnica)
    - Dekanat Wrocław zachód I (Kozanów)

Wybrane obiekty sakralne:
- Archikatedra Wrocławska
- Kościół Bożego Ciała
- Kościół św. Elżbiety (garnizonowy)
- Kościół św. Idziego
- Kościół św. Krzyża i św. Bartłomieja
- Kościół św. Marcina
- Kościół św. Maurycego
- Kościół NMP na Piasku
- Kościół św. Piotra i św. Pawła
- Kościół św. Stanisława, św. Doroty i św. Wacława

- Kościół greckokatolicki (Eparchia wrocławsko-gdańska):
  - Parafia Podwyższenia Krzyża Pańskiego we Wrocławiu – Katedra greckokatolicka pw. św. Wincentego i św. Jakuba we Wrocławiu[5]
  - Parafia św. Jerzego we Wrocławiu[5]
- Starokatolicyzm:
  - Kościół Polskokatolicki w RP (Diecezja wrocławska):
    - Parafia św. Marii Magdaleny – Katedra św. Marii Magdaleny[6]

  - Katolicki Kościół Narodowy w Polsce:
    - Parafia Świętych Apostołów Piotra i Pawła we Wrocławiu[7]
- Tradycjonalizm katolicki:
  - Bractwo Kapłańskie Świętego Piusa X – kaplica pw. św. Jadwigi Śląskiej[8]
  - Sedewakantyzm – Oratorium św. Józefa Opiekuna Kościoła Świętego[9]

#### Cmentarze
- Cmentarz Brochowski
- Cmentarz Ducha Świętego
- Cmentarz na Klecinie
- Cmentarz na Krzykach
- Cmentarz św. Maurycego
- Cmentarz Świętej Rodziny
- Cmentarz św. Wawrzyńca

### Prawosławie

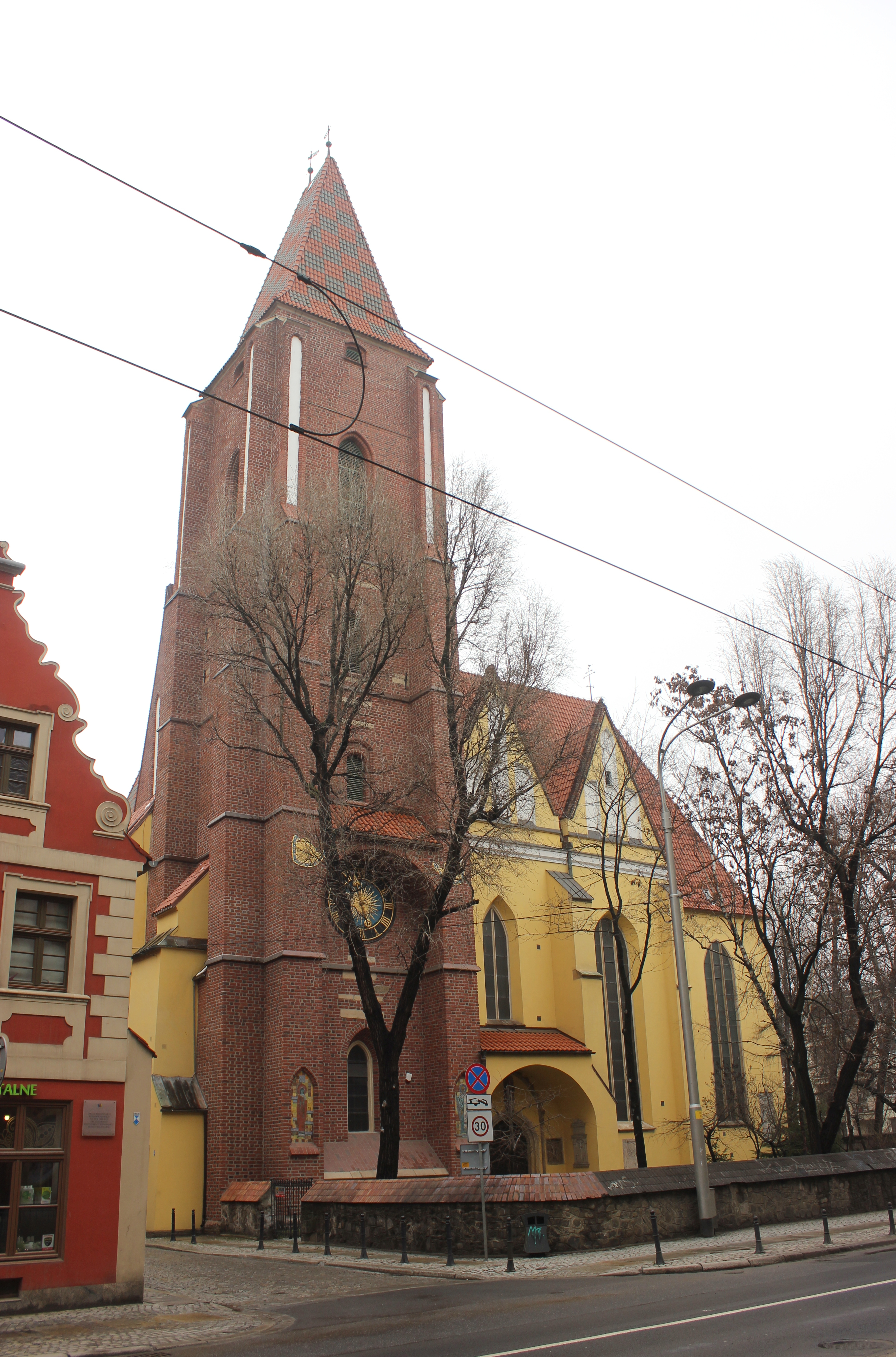
Prawosławny Sobór Narodzenia Przenajświętszej Bogurodzicy

- Polski Autokefaliczny Kościół Prawosławny (Diecezja wrocławsko-szczecińska, dekanat Wrocław):
  - Parafia Narodzenia Przenajświętszej Bogurodzicy[10]
  - Parafia Świętych Cyryla i Metodego (polskojęzyczna)[10]
  - Parafia św. Piotra Mohyły (ukraińskojęzyczna)[10]
  - Prawosławny Ordynariat Wojska Polskiego:
    - Parafia Świętych Cyryla i Metodego (cywilno-wojskowa)[11]

Obiekty sakralne:
- Sobór Narodzenia Przenajświętszej Bogurodzicy
- Cerkiew Świętych Cyryla i Metodego

### Protestantyzm
- Centrum Chrześcijańskie Kanaan:
  - Kościół lokalny we Wrocławiu[12]

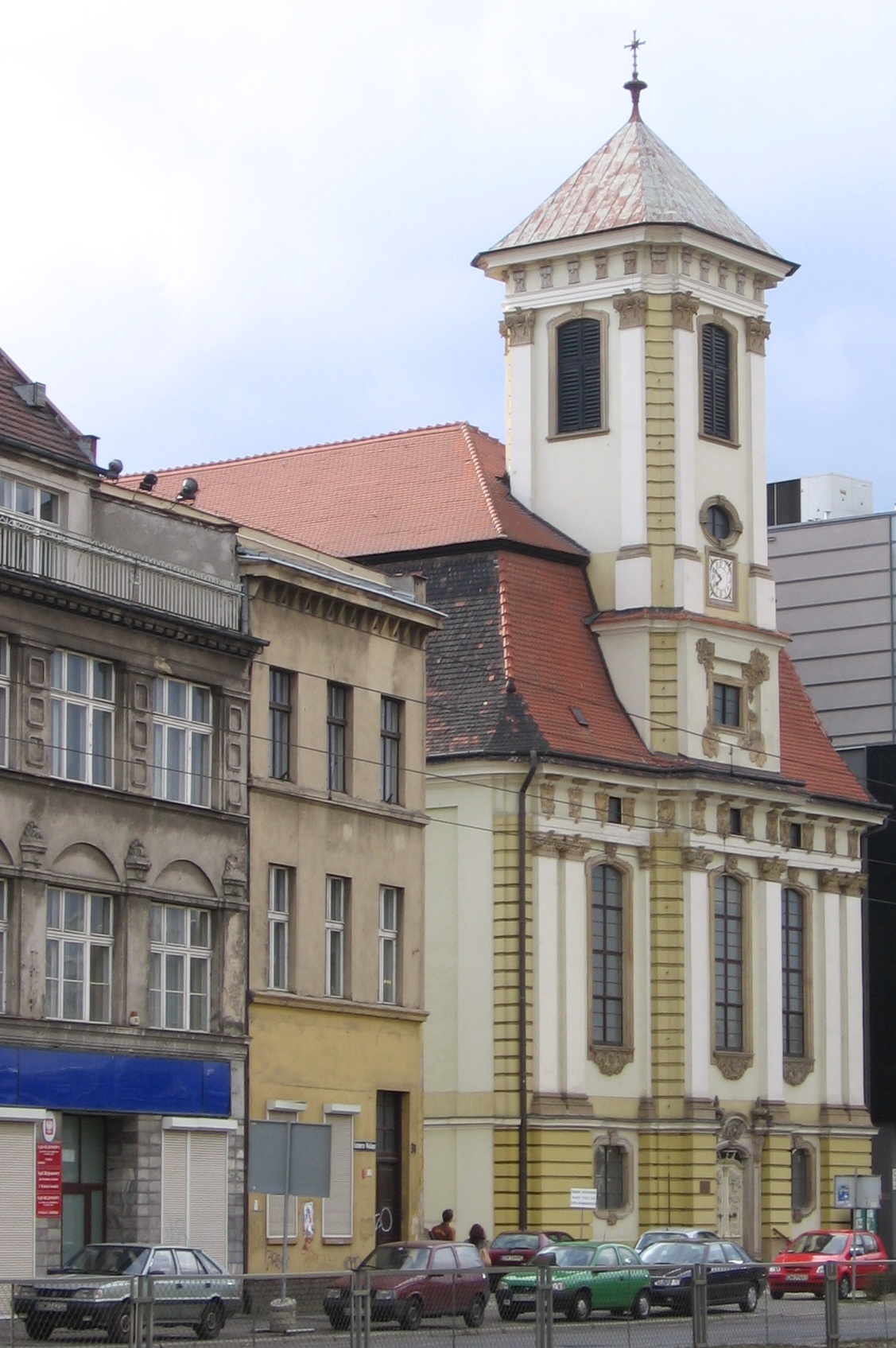
Kościół ewangelicko-augsburski Opatrzności Bożej

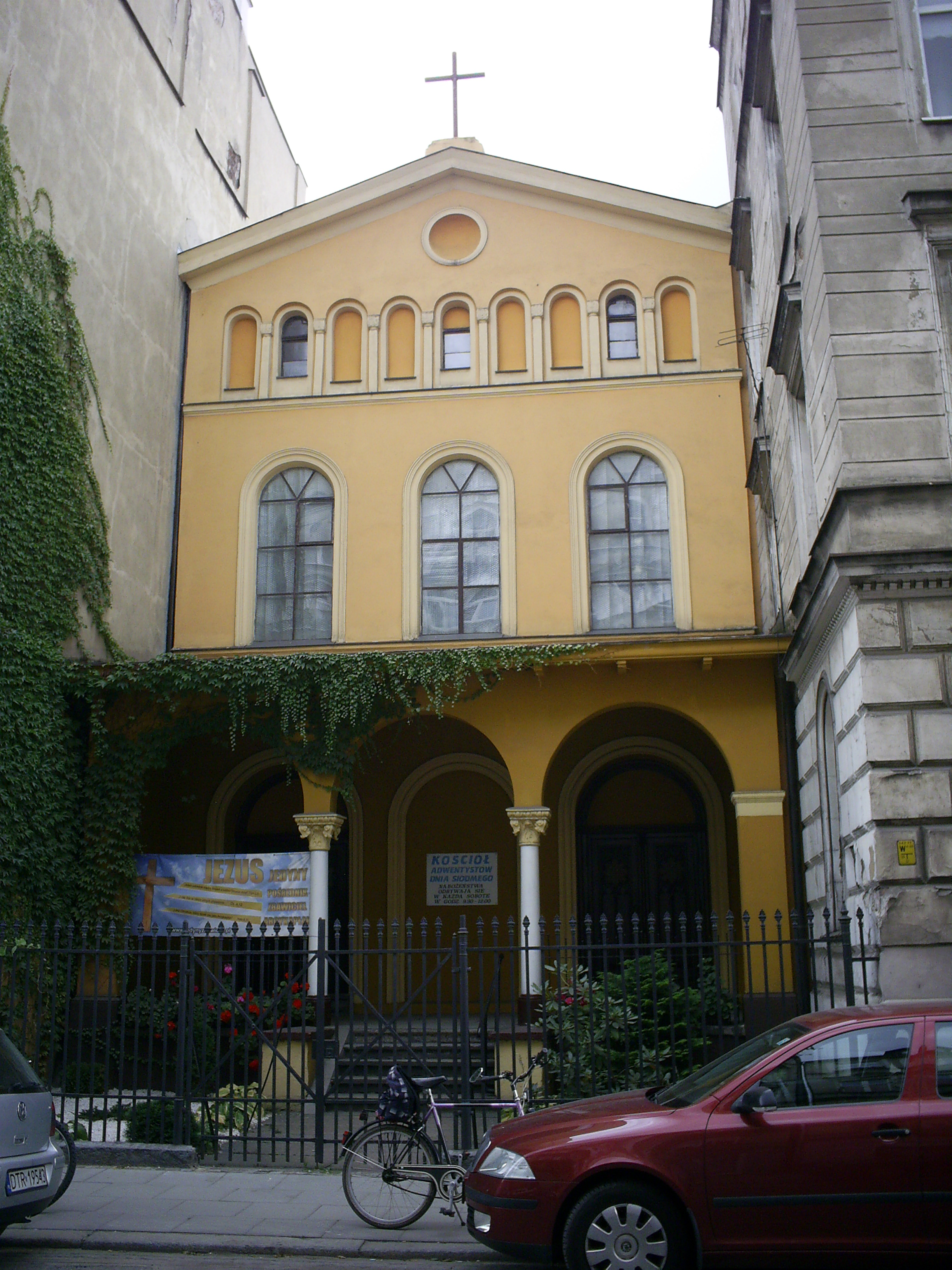
Kościół zboru Adwentystów Dnia Siódmego

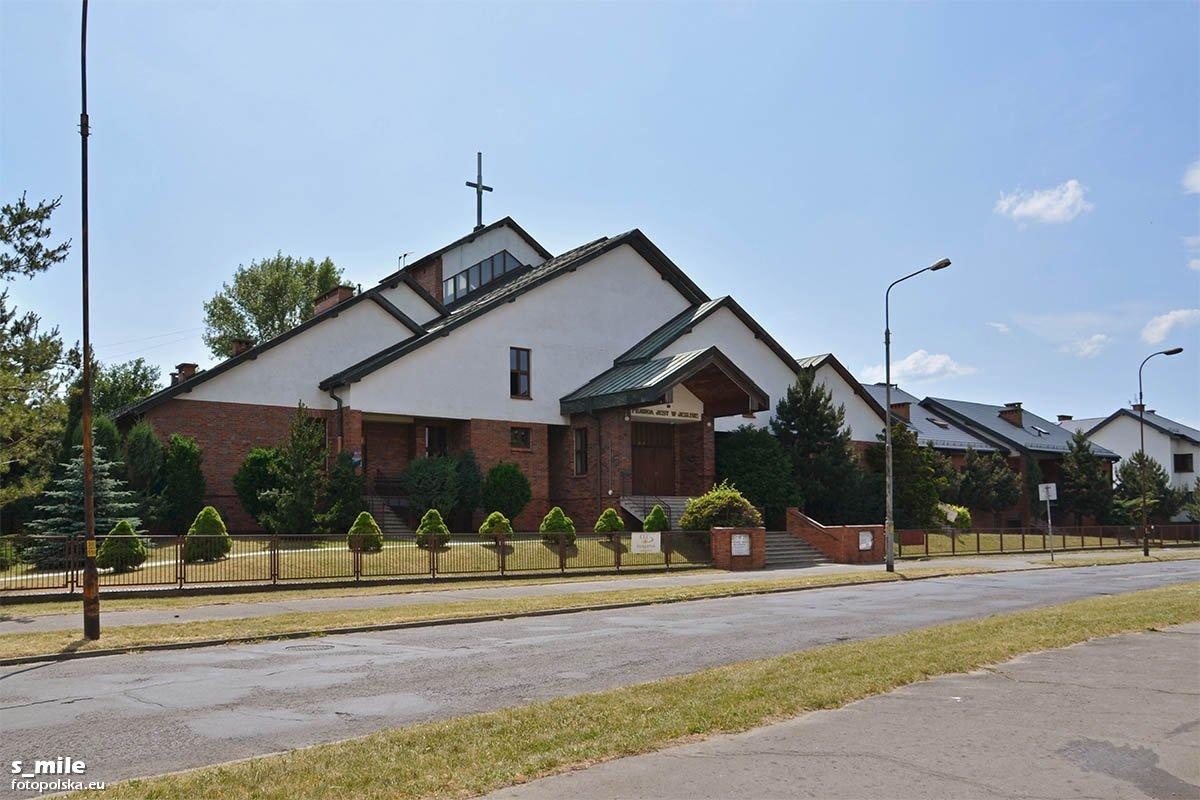
Kościół I Zboru Chrześcijan Baptystów

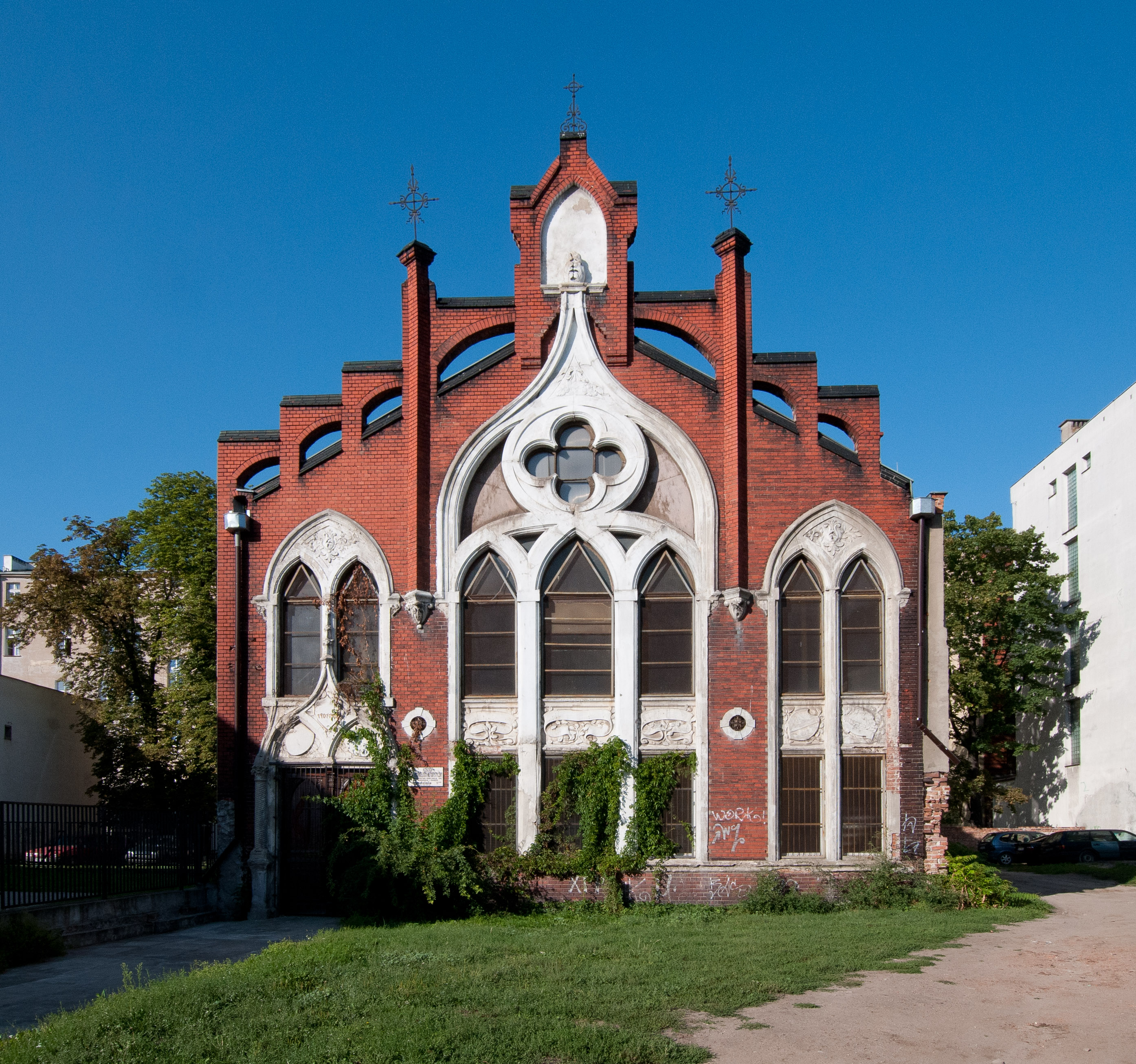
Kaplica parafii metodystycznej

- Chrześcijańska Wspólnota Braterska:
  - zbór we Wrocławiu[13]
- Chrześcijańska Wspólnota Ewangeliczna:
  - Chrześcijańska Wspólnota Ewangeliczna „Boża Rodzina” we Wrocławiu (placówka misyjna)[14][15]
- Chrześcijańska Wspólnota Zielonoświątkowa:
  - zbór we Wrocławiu[16]
- CMS – Chrześcijańska Misja dla Studentów[17][18]
- Ewangeliczny Kościół Chrześcijański:
  - parafia we Wrocławiu[19]
- Konfederacja Ewangelicznych Kościołów Reformowanych w Polsce:
  - Ewangeliczny Kościół Reformowany we Wrocławiu[20]
- Kościół Adwentystów Dnia Siódmego:
  - zbór we Wrocławiu[21]
- Kościół Boży w Chrystusie:
  - Kościół Boży w Chrystusie „Nowa Studnia” Wspólnota Chrześcijańska[22]
  - Wspólnota Chrześcijańska „Betel” we Wrocławiu[22]
  - Wspólnota Odkupionych Chrześcijan[22]
  - Wspólnota „Zwycięstwo w Jezusie” we Wrocławiu (placówka zboru „Zwycięstwo w Jezusie” w Łodzi)[23]
- Kościół Boży w Polsce:
  - Chrześcijańska Wspólnota Domowa „Dom Chleba” we Wrocławiu[24]
  - Kościół „G12live” Wrocław[24]
  - Kościół Chrześcijański „Słowo Życia”[24]
  - Kościół „Nowe Pokolenie” we Wrocławiu[24]
- Kościół Chrystusowy w RP:
  - Społeczność Chrześcijańska Wrocław-Południe[25]
- Kościół Chrześcijan Baptystów:
  - I Zbór Kościoła Chrześcijan Baptystów we Wrocławiu[26]
  - II Zbór Kościoła Chrześcijan Baptystów we Wrocławiu[26]
  - III Zbór Kościoła Chrześcijan Baptystów we Wrocławiu – „Light Café”[26]
- Kościół Chrześcijan Dnia Sobotniego:
  - Zbór Kościoła Chrześcijan Dnia Sobotniego we Wrocławiu[27]
- Kościół Chrześcijański „Żywy Strumień” (Христианская церковь „Живой поток”)[28]
- Kościół Ewangelicko-Augsburski w RP (diecezja wrocławska):
  - Parafia Ewangelicko-Augsburska Opatrzności Bożej we Wrocławiu – kościół Opatrzności Bożej[29]
  - Parafia Ewangelicko-Augsburska św. Krzysztofa we Wrocławiu – kościół św. Krzysztofa[30]
    - Kościół Pamięci Króla Gustawa Adolfa – należący do parafii św. Krzysztofa[31]
- Kościół Ewangelicko-Metodystyczny w RP:
  - Parafia Ewangelicko-Metodystyczna Pokoju Bożego we Wrocławiu – Kaplica Kościoła Ewangelicko-Metodystycznego we Wrocławiu[32]
- Kościół Ewangelicko-Reformowany w RP:
  - Parafia Ewangelicko-Reformowana we Wrocławiu[33][34]
- Kościół Ewangeliczny „Misja Łaski”:
  - Kościół we Wrocławiu[35]
- Kościół „Nadzieja Świata”[36]
- Kościół „Revival”[37]
- Kościół Pentekostalny „Gilgal”[38]
- Kościół Pentakostalny w RP:
  - zbór we Wrocławiu[39]
- Kościół Wolnych Chrześcijan:
  - Wspólnota Biblijna Kościoła Wolnych Chrześcijan we Wrocławiu[40][41]
  - Wspólnota Chrześcijańska Swojczyce[40][42]
- Kościół Zielonoświątkowy w RP:
  - Kościół „Kierunek” we Wrocławiu[43]
  - Kościół „Dom” we Wrocławiu[44]
  - Kościół „Dunamis” we Wrocławiu – Kościół Zielonoświątkowy przy ul. Miłej we Wrocławiu[43]
  - Zbór Kościoła Zielonoświątkowego „Antiochia” we Wrocławiu[43]
  - Zbór Kościoła Zielonoświątkowego „Kościół Mosty” we Wrocławiu[43]
  - Zbór Kościoła Zielonoświątkowego „Narody” we Wrocławiu[43]
  - Zbór Kościoła Zielonoświątkowego „The Rock” we Wrocławiu[43]
- Pięćdziesiątnicy:
  - zbór we Wrocławiu
- Polski Ewangeliczny Kościół Braterski w Tarnowskich Górach:
  - placówka we Wrocławiu zboru w Tarnowskich Górach[45]
- Skinia Wrocław (Скинія Вроцлав)[46]
- Społeczność „Wrocław dla Jezusa”[47]
- Zrzeszenie Kościołów Chrystusowych w RP:
  - zbór we Wrocławiu[48]

### Świadkowie Jehowy
Ponad 2600 głosicieli Świadków Jehowy należy do 27 zborów (w tym zbory: angielskojęzyczny, języka migowego, ukraińskojęzyczny i cztery rosyjskojęzyczne), korzystających z 3 obiektów: kompleksu 4 Sal Królestwa na ul. Reymonta 8b oraz Sal na ul. Ołtaszyńskiej 1 i ul. Kiełczowskiej 30B (planuje się budowę kolejnej przy ul. Objazdowej 59).
Działalność na terenie miasta rozpoczęli na początku XX wieku niemieckojęzyczni wyznawcy (do 1931 roku znani jako Badacze Pisma Świętego). W 1919 roku we Wrocławiu było 19 wyznawców. W 1933 roku w mieście zorganizowano konwencję Świadków Jehowy. W czasach nazizmu wielu tutejszych niemieckich Świadków Jehowy w związku z wyznawaną religią trafiło do więzień i obozów koncentracyjnych. Po II wojnie światowej we Wrocławiu powstawały nowe zbory. W latach 80. XX wieku zaczęto tu organizować zgromadzenia w halach i na stadionach. W roku 1985 we Wrocławiu odbył się kongres międzynarodowy pod hasłem „Lud zachowujący prawość”. Wkrótce potem powstał kompleks Sal Królestwa na ul. Reymonta. W czasie powodzi w 1997 roku zorganizowano pomoc humanitarną, głównie dla poszkodowanych przez nią współwyznawców. Wrocławscy Świadkowie Jehowy korzystają także z Sali Zgromadzeń w Skarbimierzu pod Brzegiem. Kongresy regionalne we Wrocławiu odbywają się na Stadionie Miejskim we Wrocławiu (w 2012, 2018, 2019, 2023 roku), a w poprzednich latach w Hali „Orbita” (2016–2017) i w Hali Stulecia (2014–2015).

### Inne
- Kościół Jezusa Chrystusa Świętych w Dniach Ostatnich:
  - Gmina Kościoła Jezusa Chrystusa Świętych w Dniach Ostatnich we Wrocławiu[54]
- Kościół Nowoapostolski w Polsce:
  - zbór we Wrocławiu[55]
- Mesjańska Wspólnota Braci Polskich:
  - siedziba we Wrocławiu[56]
- Świecki Ruch Misyjny „Epifania”:
  - zbór we Wrocławiu, ul. Oławska 6[57]

## Rodzimowierstwo słowiańskie
- Wspólnota Rodzimowierców „Watra”
- Rodzima Wiara – siedziba związku wyznaniowego[58]

## Judaizm

Synagoga pod Białym Bocianem

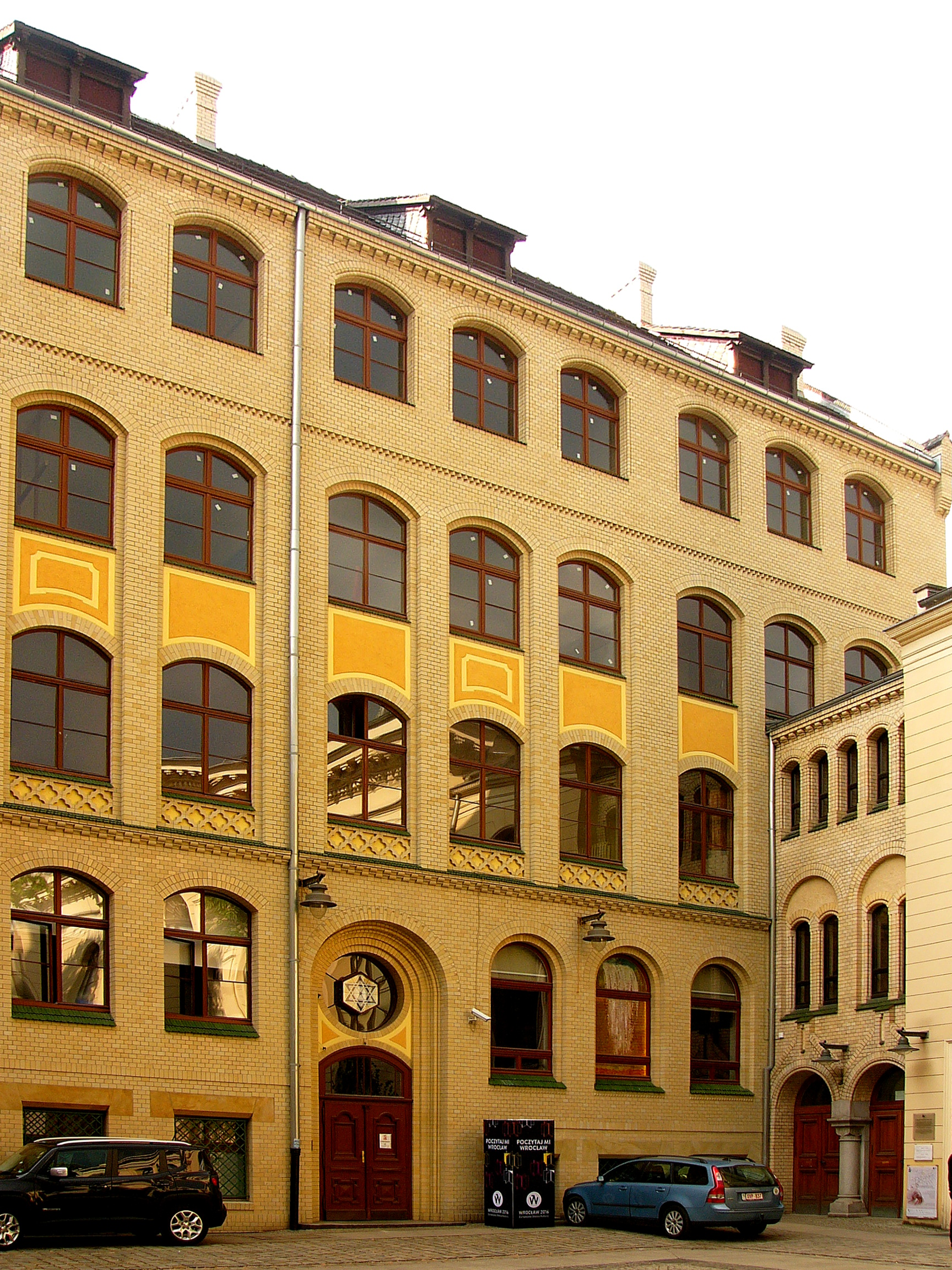
Mała Synagoga we Wrocławiu

### Synagogi
Czynne:
- Synagoga Pod Białym Bocianem
- Mała Synagoga

Wybrane nieczynne bądź nieistniejące:
- Nowa Synagoga
- Synagoga Krajowa
- Synagoga Bialska
- Synagoga Głogowska
- Synagoga Lwowska
- Synagoga Leszczyńska
- Synagoga Nowogłogowska
- Synagoga Kaliska
- Synagoga Litewska
- Synagoga Wołyńsko-Krotoszyńska

### Cmentarze
- Nowy Cmentarz Żydowski
- Stary Cmentarz Żydowski
- Cmentarz żydowski we Wrocławiu (ulica Gwarna)
- Cmentarz żydowski na Psim Polu
- Średniowieczny cmentarz żydowski we Wrocławiu

## Karaimizm
- Karaimski Związek Religijny w RP:
  - dżymat we Wrocławiu[59]

## Buddyzm

### Bon
- Ligmincha Polska – ośrodek we Wrocławiu[60].

### Wadżrajana
- Związek Buddyjski Tradycji Karma Kamtzang w Polsce – ośrodek ul. Liskego 9/1 (suterena)[61]
- Buddyjski Związek Diamentowej Drogi Linii Karma Kagyu – ośrodek ul. Ruska 47/48A
- Drukpa Polska Druk Jesze Dordże
- Związek Buddyjski Khordong
- Związek Buddyjski Patrula Rinpocze

### Zen
- Buddyjska Wspólnota „Zen Kannon”:
  - grupa we Wrocławiu[62]
- Szkoła Zen Kwan Um w Polsce:
  - grupa wrocławska[63]
- Misja Buddyjska – Trzy Schronienia w Polsce:
  - Świątynia Buddyjska Horakuji[64]
  - Ośrodek Misyjny Sōtō Zen[64]
- Związek Buddystów Zen „Bodhidharma”:
  - Ośrodek Zen we Wrocławiu[65]
- Sangha „Dogen Zenji”:
  - Ośrodek Myoko Ji[66]

## Hinduizm
- Międzynarodowe Towarzystwo Świadomości Kryszny – Świątynia Międzynarodowego Towarzystwa Świadomości Kryszny[67][68]
- Ruch Świadomości Babadżi Herakhandi Samadź[56]

## Islam
- Liga Muzułmańska w RP – Muzułmańskie Centrum Kulturalno-Oświatowe we Wrocławiu[69]

## Nowe ruchy religijne
- Lectorium Rosicrucianum – Centrum Wrocławskie[70]